# Christopher Salm
Christopher Salm (* 2. Januar 1994 in St. Wendel) ist ein deutscher Politiker (CDU). Seit 2024 ist er Abgeordneter im Landtag des Saarlandes.

## Leben
Salm legte 2012 am Arnold-Janssen-Gymnasium St. Wendel das Abitur ab. Anschließend studierte er ab 2012 Rechtswissenschaft an der Universität des Saarlandes. 2018 legte er das erste juristische Staatsexamen ab. 2020 wurde er bei Michael Martinek zum Doktor der Rechte promoviert. Das Rechtsreferendariat absolvierte er am Saarländischen Oberlandesgericht; 2022 legte er das zweite juristische Staatsexamen ab. Seit 2022 ist er als Rechtsanwalt für Wirtschafts-, Arbeits- und Zivilrecht in einer Kanzlei in St. Ingbert tätig. Seit 2024 ist er zudem nebenberuflich Lehrbeauftragter für Arbeitsrecht an der Hochschule für Technik und Wirtschaft des Saarlandes.

## Politik
Salm ist Mitglied der CDU. Seit 2014 ist er Mitglied des Ortrats von Sotzweiler. Seit 2017 ist er zudem ehrenamtlicher Ortsvorsteher von Sotzweiler. Außerdem ist er seit 2019 Mitglied des Gemeinderats von Tholey und war 2024 kurzzeitig Mitglied des Kreistags des Landkreises St. Wendel. Von 2020 bis 2023 war er stellvertretender Landesvorsitzender der Jungen Union im Saarland. Von 2022 bis 2024 war er Beisitzer im Bundesvorstand der Jungen Union. Seit 2022 ist er Vorsitzender des CDU-Ortsverbands Sotzweiler.
Bei der Landtagswahl im Saarland 2022 kandidierte Salm auf Platz fünf der CDU-Landesliste, verfehlte jedoch zunächst den Einzug in den Landtag. Er rückte am 1. Oktober 2024 für Marc Speicher in den Landtag des Saarlandes nach.

## Werke
- Die Haftung der Muttergesellschaft im grenzüberschreitenden Konzern: Deutschland, England, Frankreich im Rechtsvergleich. Peter Lang GmbH, Internationaler Verlag der Wissenschaften. Berlin 2021, ISBN 3-631-85046-8